# Verde Paisaje Tour
Es la quinta gira realizada por la banda de rock argentino Los Piojos. Se realizó para presentar el disco Verde paisaje del infierno. Comenzó el 16 de diciembre de 2000 y terminó el 10 de noviembre de 2002. La presentación oficial de este disco fue en el estadio de Atlanta, con varios invitados de lujo, y luego tocaron en La Trastienda. En enero tocaron en Villa Gesell y Mar del Plata, y al mes siguiente participaron de la primera edición del Cosquín Rock. Tocaron en Villa Gobernador Gálvez y dieron tres shows en La Plata, a finales de abril. Siguieron recorriendo el país con varios shows hasta llegar al estadio de Atlanta otra vez el 20 de octubre, y tenían previsto hacer otro concierto el 27 de octubre, pero este se suspendió. Tuvieron que pasarlo para el 24 de noviembre, y la sede elegida para el show fue el estadio de Huracán, que fue donde se puso fin a la gira. Previo al show tocaron en Rosario. Al año siguiente hicieron varios conciertos más, y también en 2003, de los cuales salió Huracanes en luna plateada, y se metieron a grabar el sucesor, que se llama Máquina de sangre.

## Lanzamiento del disco, gira y conciertos posteriores

### 2000
El 27 de octubre,  sale este disco, titulado Verde paisaje del infierno, y es producido por Ricardo Mollo. Consta de 14 temas, algunos no tan nuevos y otro cantado y compuesto por el bajista de la banda. Este último se titula Fijate, y desde su lanzamiento hasta el último show, se transformó en un clásico en cada ritual de la banda. Tres de los 14 temas fueron estrenados durante los shows de los días 7, 8 y 9 de mayo de 1999 en el estadio Obras en el marco de la gira de presentación de Azul. Se trata de las canciones Luz de marfil, Reggae rojo y negro y San Jauretche. Este último, vale mencionar, estuvo a punto de entrar en el cuarto disco de la banda, e incluso en el primer álbum en vivo, pero terminó quedando afuera de ambos y se mudó a Verde paisaje del infierno. Otro de los temas de este disco, al igual que Reggae rojo y negro, fue compuesto por Daniel "Piti" Fernández. Se trata del tema Vine hasta aquí, otro clásico en cada concierto de la banda. Lo curioso de estas dos canciones antes mencionadas es que no son cantadas por su autor en este disco, sino que el encargado de la voz es Andrés Ciro Martínez. Significó el debut de Sebastián Cardero tras la salida de Daniel Buira. Por ese motivo, la formación de este álbum fue la siguiente: Andrés Ciro Martínez (voz y armónica), Gustavo Kupinski (guitarra), Daniel "Piti" Fernández (guitarra), Miguel Ángel "Micky" Rodríguez (bajo) y Sebastián "Roger" Cardero (batería). El disco fue presentado en Buenos Aires el 16 de diciembre, y la sede elegida para el concierto fue el estadio de Atlanta, donde contaron con varios invitados de lujo. En un principio, la sede elegida para el concierto de presentación del disco iba a ser el estadio de Ferro, donde dos meses antes se presentó La esquina del infinito, pero debido a un partido del equipo local, el ritual se tuvo que trasladar. Pasó lo mismo con La Renga en los años 1997 (29 de noviembre) y 1998 (27 y 28 de noviembre), cuando iban a presentar su tercer y cuarto trabajo de estudio. El 28 de diciembre, a 4 años del segundo show en Obras, la banda regresa a La Trastienda Club, y fue así que despidieron el año.

### 2001
Comienzan el año tocando el 13 de enero en Villa Gesell y el 27 de enero en Mar del Plata. El 10 de febrero se encargan de abrir la primera edición del Cosquín Rock junto a Las Pelotas, Catupecu Machu, Palo Pandolfo y otros más. El 14 de abril tocaron en Villa Gobernador Gálvez y luego hicieron tres conciertos en el estadio Polideportivo de Gimnasia. Tuvieron lugar el 27, 28 y 29 de abril. Contaron con un gran invitado de lujo. Se trata del saxofonista Enzo Sánchez, con quien interpretaron Te diría y Labios de seda. Luego vuelve a subir al escenario e interpretan por primera vez en vivo su canción inédita llamada Extraña soledad, cuyo autor es Daniel "Piti" Fernández. El 11, 12 y 13 de mayo dieron shows en el estadio Parque de Mayo de San Juan y en el estadio Pacífico de Mendoza. El 19 de mayo la banda regresó a Santa Fe para tocar en el Microestadio de Unión. El 8 y 9 de junio la banda regresó a Entre Ríos y Córdoba. El primer recital tuvo lugar en el Pajas Blancas Center y el segundo en la filial entrerriana de Vélez Sarsfield. Al día siguiente tocaron en el Coliseo de la Quebrada, y 4 días después tocaron en la Federación de Básquet. Al día siguiente se presentaron en el estadio Ruca Che, cuyo concierto formó parte de la grabación de Huracanes en luna plateada. 
El 16 de junio tocaron en el Club Universitario de Bahía Blanca. Dos días después volvieron a Comodoro Rivadavia. El concierto tuvo lugar en el Club Ingeniero Huergo. En julio hacen un doblete en el estadio cubierto ICM, hicieron un concierto en el estadio Salta Club y luego tocaron en Olavarría, la ciudad que les dijo que no a Los Redondos. El 20 de octubre, la banda regresó al estadio de Atlanta. Se había programado una función más para el 27 de octubre, pero por los ruidos molestos que ocasionaba el show del 20, el concierto de la semana posterior se suspendió. Fue así que el 3 de noviembre tocaron en el estadio de Newell's, y 21 días después se realizó el concierto suspendido, pero esta vez la sede elegida fue el estadio de Huracán, y la fecha elegida fue el 24 de noviembre. Fue así que terminaron la gira.

### 2002
Comienzan el año tocando en la edición N.º 2 del Cosquín Rock, y el 2 de marzo vuelven a Santa Fe. El 12, 13, 14, 19, 20 y 21 de abril tocaron durante 6 fechas en el estadio Polideportivo de Gimnasia nuevamente. Esos shows también formaron parte de la grabación del segundo disco en vivo. En junio tocaron nuevamente en el Pajas Blancas Center, cuyo concierto también formó parte de la grabación de este disco. También dieron un concierto en el estadio Villa Luján, para luego tocar el 19, 20, 21 y 23 de julio en el estadio Luna Park, con invitados como Pappo y León Gieco. Esos recitales también formaron parte de la grabación. El 10 de agosto volvieron otra vez a Comodoro Rivadavia, pero tocaron en el estadio Socios Fundadores, donde habían tocado el 21 de diciembre de 1996 en el marco del Tour 3er Arco, previo a regresar al estadio Obras. Luego volvieron al estadio Ruca Che el 16 de agosto, el 19 de agosto hicieron lo propio en el Club Belgrano de Santa Rosa. y el 24 tocaron otra vez en el estadio de Newell's, en un concierto que también formó parte de esta segunda grabación en vivo. El 16 de septiembre tocaron en el Teatro de Verano. El 21 tocaron en el Camping Luz y Fuerza, que también formó parte de las grabaciones de este disco, y el 10 de noviembre tocaron en el Bayfront Park Amphitheater, y fue así que terminaron el año. Ese año salió Huracanes en luna plateada, un disco que recoge los shows mencionados.

## Conciertos
| Fecha                    | Ciudad                  | País      | Recinto                              | Asistencia |
| ------------------------ | ----------------------- | --------- | ------------------------------------ | ---------- |
| América del Sur          |                         |           |                                      |            |
| 16 de diciembre de 2000  | Buenos Aires            | Argentina | Estadio Atlanta                      | 30,000     |
| 28 de diciembre de 2000  | Buenos Aires            | Argentina | La Trastienda                        | 700        |
| 13 de enero de 2001      | Villa Gesell            | Argentina | Autocine                             | 7,000      |
| 27 de enero de 2001      | Mar del Plata           | Argentina | Estadio Polideportivo Islas Malvinas | 8,000      |
| 10 de febrero de 2001    | Córdoba                 | Argentina | Plaza Próspero Molina                |            |
| 14 de abril de 2001      | Gálvez                  | Argentina | El Sitio Disco                       |            |
| 27 de abril de 2001      | La Plata                | Argentina | Polideportivo Gimnasia y Esgrima     | 5,000      |
| 28 de abril de 2001      | La Plata                | Argentina | Polideportivo Gimnasia y Esgrima     | 5,000      |
| 29 de abril de 2001      | La Plata                | Argentina | Polideportivo Gimnasia y Esgrima     | 5,000      |
| 11 de mayo de 2001       | San Juan                | Argentina | Estadio Parque de Mayo               |            |
| 12 de mayo de 2001       | Mendoza                 | Argentina | Estadio Pacífico                     |            |
| 13 de mayo de 2001       | Mendoza                 | Argentina | Estadio Pacífico                     |            |
| 19 de mayo de 2001       | Santa Fe                | Argentina | Estadio 15 de Abril                  |            |
| 8 de junio de 2001       | Córdoba                 | Argentina | Pajas Blancas Center                 |            |
| 9 de junio de 2001       | Chajarí                 | Argentina | Club Vélez Sarsfield                 |            |
| 10 de junio de 2001      | La Rioja                | Argentina | Coliseo de la Quebrada               |            |
| 14 de junio de 2001      | Jujuy                   | Argentina | Federación de Básquet                |            |
| 15 de junio de 2001      | Neuquén                 | Argentina | Estadio Ruca Che                     | 6,000      |
| 16 de junio de 2001      | Bahía Blanca            | Argentina | Club Universitario                   |            |
| 18 de junio de 2001      | Comodoro Rivadavia      | Argentina | Club Ingeniero Huergo                |            |
| 27 de julio de 2001      | Chascomús               | Argentina | Estadio Cubierto ICM                 |            |
| 28 de julio de 2001      | Chascomús               | Argentina | Estadio Cubierto ICM                 |            |
| 3 de agosto de 2001      | Jujuy                   | Argentina | Acrópolis Megadisco                  |            |
| 4 de agosto de 2001      | Salta                   | Argentina | Estadio Salta Club                   |            |
| 18 de agosto de 2001     | San Carlos de Bariloche | Argentina | Club Bomberos Voluntarios            |            |
| 25 de agosto de 2001     | Olavarría               | Argentina | Club Estudiantes                     |            |
| 21 de septiembre de 2001 | Ullúm                   | Argentina | Punta Tabasco                        |            |
| 20 de octubre de 2001    | Buenos Aires            | Argentina | Estadio Atlanta                      | 30,000     |
| 3 de noviembre de 2001   | Rosario                 | Argentina | Estadio Cubierto Claudio Newell      |            |
| 24 de noviembre de 2001  | Buenos Aires            | Argentina | Estadio Huracán                      | 35,000     |

### Otros conciertos
| Fecha                    | Ciudad             | País           | Recinto                          | Asistencia |
| ------------------------ | ------------------ | -------------- | -------------------------------- | ---------- |
| América del Sur          |                    |                |                                  |            |
| 8 de febrero de 2002     | Córdoba            | Argentina      | Plaza Próspero Molina            |            |
| 2 de marzo de 2002       | Santa Fe           | Argentina      | Balneario Don Roque              |            |
| 12 de abril de 2002      | La Plata           | Argentina      | Polideportivo Gimnasia y Esgrima | 5,000      |
| 13 de abril de 2002      | La Plata           | Argentina      | Polideportivo Gimnasia y Esgrima | 5,000      |
| 14 de abril de 2002      | La Plata           | Argentina      | Polideportivo Gimnasia y Esgrima | 5,000      |
| 19 de abril de 2002      | La Plata           | Argentina      | Polideportivo Gimnasia y Esgrima | 5,000      |
| 20 de abril de 2002      | La Plata           | Argentina      | Polideportivo Gimnasia y Esgrima | 5,000      |
| 21 de abril de 2002      | La Plata           | Argentina      | Polideportivo Gimnasia y Esgrima | 5,000      |
| América del Norte        |                    |                |                                  |            |
| 28 de abril de 2002      | Miami              | Estados Unidos | Bayfront Park Amphitheater       | 12,000     |
| América del Sur          |                    |                |                                  |            |
| 14 de junio de 2002      | Córdoba            | Argentina      | Pajas Blancas Center             |            |
| 15 de junio de 2002      | Tucumán            | Argentina      | Estadio Villa Luján              |            |
| 19 de julio de 2002      | Buenos Aires       | Argentina      | Estadio Luna Park                | 8,500      |
| 20 de julio de 2002      | Buenos Aires       | Argentina      | Estadio Luna Park                | 8,500      |
| 21 de julio de 2002      | Buenos Aires       | Argentina      | Estadio Luna Park                | 8,500      |
| 23 de julio de 2002      | Buenos Aires       | Argentina      | Estadio Luna Park                | 8,500      |
| 10 de agosto de 2002     | Comodoro Rivadavia | Argentina      | Estadio Socios Fundadores        | 4,000      |
| 16 de agosto de 2002     | Neuquén            | Argentina      | Estadio Ruca Che                 | 6,000      |
| 19 de agosto de 2002     | Santa Rosa         | Argentina      | Club Belgrano                    | 2,000      |
| 24 de agosto de 2002     | Rosario            | Argentina      | Estadio Cubierto Claudio Newell  | 10,000     |
| 16 de septiembre de 2002 | Montevideo         | Uruguay        | Teatro de Verano                 |            |
| 21 de septiembre de 2002 | Mendoza            | Argentina      | Camping Luz y Fuerza             |            |
| Europa                   |                    |                |                                  |            |
| 12 de octubre de 2002    | Mallorca           | España         | Sala Assaig                      | 12,000     |
| América del Norte        |                    |                |                                  |            |
| 10 de noviembre de 2002  | Miami              | Estados Unidos | Bayfront Park Amphitheater       | 12,000     |

## Conciertos suspendidos y/o reprogramados
| Fecha                   | Ciudad, País            | Lugar                      | Motivo |
| ----------------------- | ----------------------- | -------------------------- | --- |
| 16 de diciembre de 2000 | Buenos Aires, Argentina | Estadio Ferro Carril Oeste | Se suspendió por la superposición de un partido de la institución local contra Central Córdoba. Debido a eso, el concierto se tuvo que pasar al estadio de Atlanta. |
| 27 de octubre de 2001   | Buenos Aires, Argentina | Estadio Atlanta            | El concierto se suspendió por oscilación de edificios. A causa de eso, se tuvo que trasladar al estadio de Huracán, en donde tocaron el 24 de noviembre.            |

## Formación durante la gira
- Andrés Ciro Martínez - Voz y armónica (1989-2009)
- Gustavo Kupinski - Guitarra (1991-2009)
- Daniel Fernández - Guitarra (1988-2008)
- Sebastián Cardero - Batería (2000-2009)
- Miguel Ángel Rodríguez - Bajo (1988-2009)

### Músicos invitados
- Ricardo Mollo - Guitarra en el concierto en Huracán y los dos de Atlanta
- Enzo Sánchez - Saxo en los conciertos en Huracán, Atlanta, La Plata, Bahía Blanca y Mendoza
- Pappo - Guitarra en el concierto en el Luna Park